# Кихос (кантон)
Кихос (исп. Quijos) — один из 5 кантонов эквадорской провинции Напо. Площадь составляет 1577 км². Население, по данным переписи 2001 года — 5505 человек, плотность населения — 3,5 чел/км². Административный центр — город Баэса.

## География
Граничит с провинциями Пичинча (на западе) и Орельяна (на востоке), а также с кантонами Эль-Чако (на севере) и Арчидона (на юге).